# بابو (بازیکن فوتبال)
آندرسون رودنی د الیوییرا (به پرتغالی: Anderson Rodney de Oliveira) معروف به مائورینیو (Babú) بازیکن فوتبال در پست مهاجم/هافبک اهل برزیل است که در شهر سائوپائولو و در تاریخ ۲۳ دسامبر ۱۹۸۰ به دنیا آمده‌است.

## باشگاهی
بابو در تیم‌های فوتبال سالرنیتانا، لچه، هلاس ورونا، کاتانیا، باشگاه فوتبال تریستیانا، آولینو، لاتینا و آ.اس. رم سابقهٔ حضور دارد.